# Roc d’Orzival
Der Roc d’Orzival  ist ein Berg nordwestlich des Ferienorts Grimentz im Schweizer Kanton Wallis und hat eine Höhe von 2853 m ü. M. Er liegt nördlich  des Becs de Bosson und südlich der Crêt du Midi.  Die Berge trennen das Val d’Anniviers und das Val de Réchy. Der Roc d’Orzival ist Teil des Skigebiets von Grimentz und wird bis knapp unterhalb des Gipfels mit einem Skilift erschlossen.